# Bistum Telde

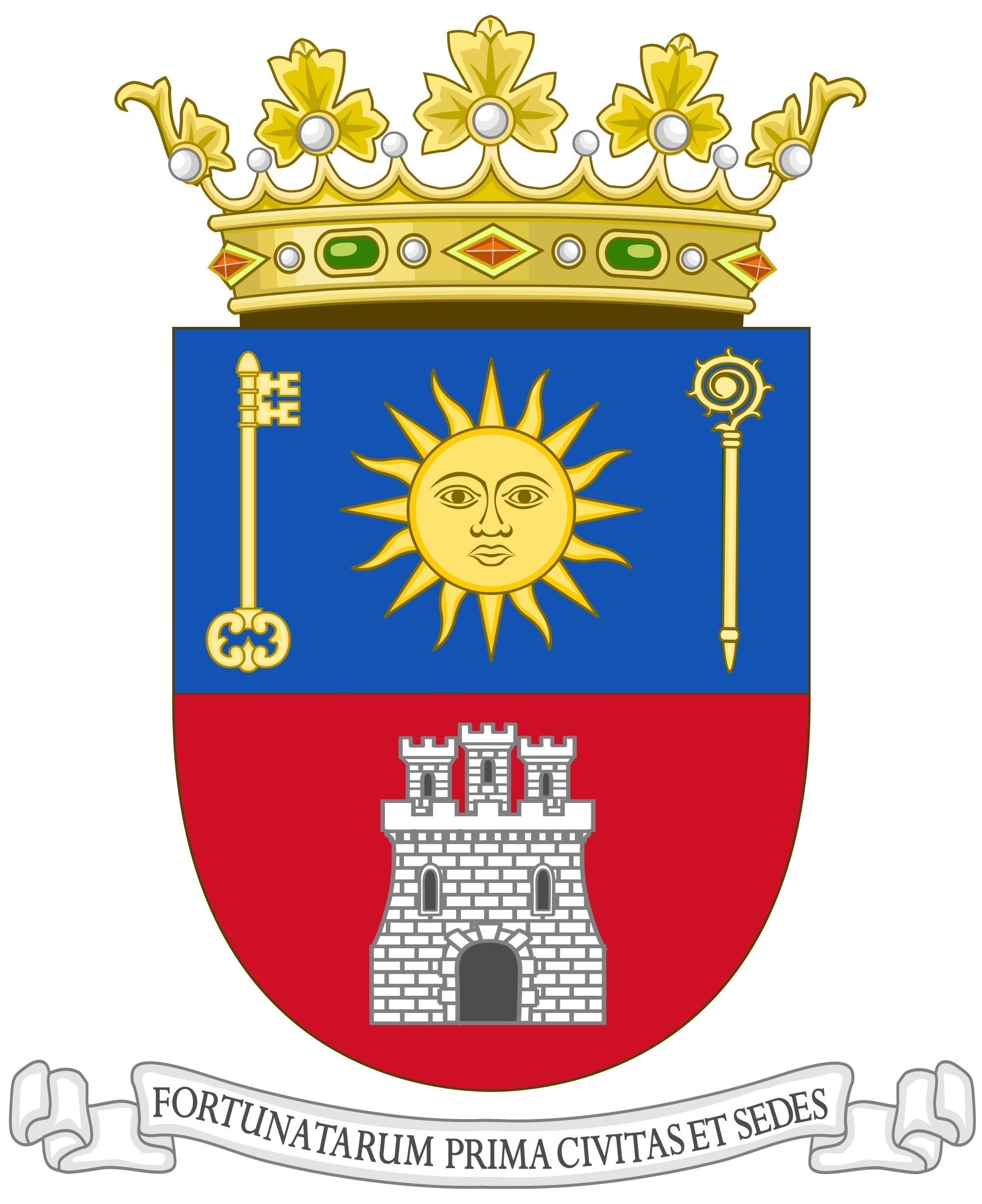
Aktuelles Wappen der Stadt Telde u. a. mit einem Bischofsstab und dem Wahlspruch Fortunatarum Prima Civitas et Sedes (Erste Stadt und erster Bischofssitz der Glücklichen Inseln)

Das Bistum Telde wurde als Bistum der Glücklichen Inseln (Fortunatae Insulae) im Jahr 1351 durch Papst Clemens VI. geschaffen. Erst ab 1369 wurde es als Bistum Telde bezeichnet. Es bestand vermutlich bis 1393. Die mit der Errichtung des Bistums verbundene Evangelisierung der Einwohner der Kanarischen Inseln beschränkte sich ausschließlich auf friedliche Mittel.

## Vorgeschichte
Auf der Grundlage der Vorstellungen von Ramon Llull entstand um 1340 unter verschiedenen mallorquinischen Priestern und Mönchen der Plan, die Bevölkerung der Kanarischen Inseln ausschließlich durch friedliche Missionsarbeit zum Christentum zu bekehren. Als Glaubensbringer sollten Eingeborene eingesetzt werden, die vorher zum Christentum bekehrt worden waren.
Der erste Schritt der Organisatoren war, zwölf Eingeborene der Insel Gran Canaria, die 1342 oder zu einem späteren Zeitpunkt nach Mallorca gekommen waren, im Glauben zu unterrichten. Nachdem sie getauft waren, sollten sie als aktive Mitarbeiter bei der Evangelisierung der Kanarischen Inseln eingesetzt werden.
Der zweite Schritt der Befürworter der friedlichen Mission bestand darin, Reeder und Händler zu finden, die die friedliche Expedition, die durchaus auch gleichzeitig einen wirtschaftlichen Aspekt haben konnte, finanzierten. Bald boten sich zwei reiche mallorquinische Händler an. Juan Doria und Jaime Segarra wollten die Expedition organisieren und finanziell unterstützen.
In einem dritten Schritt wollte man dann den Papst bitten, den selbstlosen Expeditionsteilnehmern seine geistige Gnade zu gewähren.
Juan Doria und Jaime Segarra erklärten Papst Clemens VI. in einem persönlichen Gespräch ihren Vorschlag. Sie wollten zusammen mit weiteren dreißig Personen, die treu und gottergeben seien, zu der Insel Canaria und den angrenzenden Inseln fahren, mit der wohlbedachten Absicht, die Bewohner, die Götzendiener und Heiden seien, in dem wahren katholischen Glauben und den ehrbaren christlichen Sitten zu unterrichten. Papst Clemens entsprach der Bitte und gewährte allen Teilnehmern der Mission, Mallorquinern und Kanariern sowohl Laien als auch Klerikern, die besondere Gnade des vollkommenen Ablasses der Strafen für die Sünden, die sie wirklich bereuten. Von Mai bis November 1351 bat die Römische Kurie, die an dem Projekt lebhaft interessiert war, die kirchlichen Autoritäten in Mallorca und Katalonien um Informationen über die wirtschaftlichen Fortschritte des Plans der Evangelisierung und der Zahl der Teilnehmer, die sich diesem Unternehmen angeschlossen hatten. Der König von Aragonien und Mallorca, Peter IV., unterstützte das Projekt mit echter Begeisterung. Die friedliche Vorgehensweise und der Einsatz von Eingeborenen wurde von ihm befürwortet.

## Errichtung des Bistums
Durch die Bulle „Coelestis rex regum“ vom 7. November 1351 errichtete Papst Clemens VI. die Diözese der Glücklichen Inseln. Er ernannte den aus Palma stammenden Karmeliten Bernado Font zum ersten Bischof. Die Bischofsweihe fand im November oder Dezember 1351 in der Kathedrale von Avignon statt.
Das neu geschaffene Bistum war ein richtiges Bistum. Es lag zwar in einem „Gebiet der Ungläubigen“ (in partibus infidelium), war aber trotzdem kein Titularbistum, da es nicht in die Hände der Ungläubigen, Ketzer oder Schismatiker gefallen war, sondern der Papst davon ausging, dass in absehbarer Zeit ein Kirchenvolk, ein Klerus und eine Kathedrale vorhanden sein würden. Es war daher eher mit einer Apostolischen Präfektur vergleichbar. Das Bistum gehörte keiner Kirchenprovinz an, sondern unterstand direkt dem Papst.
Bistümer werden üblicherweise nach dem Ort des Bischofssitzes benannt. Der päpstlichen Kurie war zur Zeit der Gründung des später nach der Stadt Telde benannten Bistums kein Ort bekannt, nach dem das Bistum benannt werden konnte. Daher wurde in der Bulle Coelestis rex regum die Gründung des Bistums der „Glücklichen Inseln“ (Fortunatae Insulae) bestimmt. Der Papst ermahnte den neuen Bischof, eine Kathedrale auf den Inseln zu errichten, den ausgewählten Ort zur Stadt zu erheben und ihren Namen als bischöfliche Bezeichnung zu verwenden. Die Bezeichnung als Bistum Telde wurde erst bei der Weihe des dritten Bischofs von Telde, nun aber auch rückwirkend, verwendet.

## Bischöfe
Der 1351 ernannte erste Bischof Bernardo Font, war ein führendes Mitglied des Karmeliterordens. Er war gebildet und politisch aktiv. Im Juni 1354 ernannte Papst Innozenz VI. ihn zum Bischof von Santa Giusta auf Sardinien. Er ist in seiner dreijährigen Amtszeit vermutlich nie auf den Kanarischen Inseln gewesen.
Von 1354 bis 1361 war der Bischofsstuhl nicht besetzt. Durch die Bulle „Coelestis rex regum“ vom 2. März 1361 ernannte Innozenz VI. Fray Bartolomé, einen Dominikanermönch zum zweiten Bischof der Glücklichen Inseln. Dieser starb allerdings wenige Monate nach seiner Ernennung.
Erst im Jahr 1369 ernannte Papst Urban V. in Avignon mit der Bulle „Intercaetera“ vom 2. Juli 1369 den auf der Insel Menorca geborenen Franziskaner Bonanato Tarí zum Bischof von Telde.  Die päpstliche Kanzlei verschickte getrennte Informationen über die Ernennung des neuen Bischofs auch an das Domkapitel, den Klerus und die Bevölkerung des Bistums. Es wird vermutet, dass es sich hier um einen Routineangelegenheit handelte und es in der Wirklichkeit diese Adressaten nicht gab. Im Jahr 1390 starb der dritte Bischof von Telde. Ob er sich jemals in seinem Bistum aufgehalten hat, ist nicht nachgewiesen, es kann aber auch nicht ausgeschlossen werden.
Am 31. Januar 1392 ernannte Clemens VII. den auf Mallorca geborenen Jaime Olzina zum vierten Bischof von Telde. In der Ernennungsbulle des neuen Bischofs „Apostolatus officium“ werden die Verdienste seines Vorgängers hervorgehoben ohne diese im Einzelnen zu nennen. Der neue Bischof war zuvor u. a. in Fès als Diplomat bei der Befreiung christlicher Gefangener tätig. Es ist nicht auszuschließen, dass er das ganze Jahr 1392 und zu Beginn des Jahres 1393 auf den Kanarischen Inseln gewesen ist. Ab 1394 unterstützte er den Bischof von Mallorca in der typischen Funktion eines Titularbischofs. Er starb vermutlich im Jahr 1411, etwa sieben Jahre nach der Einrichtung des Bistums Rubicón für die kanarischen Inseln.

## Missionsarbeit
Für die Bischöfe gab es während der Aufbauphase auf den Inseln keine angemessene Tätigkeit, sodass sie, offenbar mit der Billigung des Papstes, ihrer Anwesenheitspflicht in der Diözese nicht nachkamen. Sie beschränkten sich auf gelegentliche Kontaktaufnahmen, Besuche und Aufenthalte von unterschiedlicher Dauer. Sie organisierten die Versorgung der Mission durch Sammeln von Spenden und der Neuverpflichtung von Missionaren.
Über die Missionsarbeit im Einzelnen liegen keine Dokumente vor. Im Jahr 1352 kam die erste Gruppe von Missionaren mit den Händlern auf die Insel Gran Canaria. Nachdem die Händler das Schiff mit eingetauschten Produkten des Landes beladen hatten, kehrten sie nach Mallorca zurück. Die Kommunikation und der Kontakt wurden durch wiederholte Reisen der Händler zwischen den Balearen und den Kanaren aufrechterhalten. Dabei kamen auch neue Missionare auf die Insel, und andere kehrten in ihre Heimat zurück.
Die Missionsarbeit unter der Mithilfe der getauften Einheimischen zeigte einige Ergebnisse. Im Lauf der Zeit wurden an verschiedenen Orten Kapellen errichtet und Kreuze aufgestellt. Insgesamt scheint es für die Arbeit aber keinen zielgerichteten Plan gegeben zu haben, sodass es ihr an einer Perspektive und an Tiefe fehlte.
Ab 1362 hatte sich der Ausgangspunkt missionarischer Bemühungen in den Reichen der Krone von Aragonien von Mallorca nach Barcelona verlagert. Von hier aus sollte die Missionsarbeit auf den Kanarischen Inseln, die offenbar nahezu zum Erliegen gekommen war, wieder verstärkt betrieben werden. Nach der Aufnahme von Kontakten zu Papst Urban V. erließ dieser am 31. August 1369 die Bulle „Ad hoc semper“ in der er feststellte, dass es auf den Glücklichen Inseln Menschen gäbe, die die Sonne und den Mond verehrten und es leicht sein dürfte, sie durch die Predigt des Göttlichen Wortes zum Glauben an Christus zu bekehren. Die bisherige Missionsarbeit auf Gran Canaria wurde in der Bulle nicht erwähnt. In der Bulle werden konkrete Anordnungen für die Anwerbung der Mitglieder, zur Ausstattung und Durchführung der neuen Expedition gemacht. Es sollen zehn weltliche Priester und zwanzig Ordensbrüder mitgenommen werden. Der Vorschlag den Glauben, wie schon bei vorangegangenen Expeditionen in der Landessprache durch die Mithilfe von Einheimischen zu verbreiten, wurde aufgegriffen. Zum Schluss hob der Papst hervor, dass die Förderer der Expedition die Kleriker und Mönche, die die Reise antraten, mit allem Nötigen versehen sollten, damit sie dort anständig verbleiben könnten. Am Ende der Regierungszeit des Königs Peter IV. und unter dem Episkopat des Bischofs Bonanat Tarí wurde in Katalonien die letzte Missionsreise auf die Kanarischen Inseln organisiert. Die Vorbereitungen für diese Reise sind durch einen Brief des Königs von Aragonien vom 20. Februar 1386 an Papst Urban VI. belegt, in dem der König um einen Ablass für eine Reihe von Mönchen bat, die auf der Inselgruppe das Evangelium predigen wollten.
Die Chronik des Königs Heinrich III. von Kastilien wurde von seinem Kanzler Pedro López de Ayala verfasst. In ihr ist für das Jahr 1393 vermerkt, dass Schiffseigentümer aus Sevilla, von der Küste der Biskaya und von Guipúzcoa in Sevilla einige Schiffe bewaffneten, mit Pferden beluden und zu den Kanarischen Inseln fuhren. Im Einzelnen wird in der Chronik beschrieben, wie die Kastilier die Einheimischen zu Hunderten zusammentrieben und mit weiterer Beute, Tierfellen, Wachs usw. zurückkehrten. Falls die Mission diesem schweren Schlag entging – was sehr unwahrscheinlich ist – musste sie in der kommenden Zeit untergehen, weil die Verwüstungen in mehr oder weniger geringen Zeitabständen weitergingen. Die Kanarier, die keinen Unterschied zwischen den Missionaren und den Plünderern sahen, glaubten sich von den Missionaren verraten und brachten sie um.
Eine kurze Information im 40. Kapitel der Chronik Le Canarien in der Fassung von Gadifer de la Salle wird als Beschreibung des Endes der Mission angesehen. Dort wird von einem Testament berichtet, dass dem französischen Eroberer Gadifer de la Salle 1403 von Guanchen in der Gegend von Telde übergeben wurde. Es besagt, dass zwölf Jahre zuvor 13 christliche Brüder getötet wurden, die sieben Jahre zusammen mit der kanarischen Bevölkerung gelebt hatten. Ihnen wurde vorgeworfen, Briefe in die christlichen Länder geschickt zu haben, in denen sie ihre Landsleute zum Überfall auf die Kanarier aufforderten.

## Weitere Entwicklung
Am 7. Juli 1404 gründete Papst Benedikt XIII. mit der Bulle „Romanos Pontifex“ ein neues Bistum für die Kanarischen Inseln  auf der Insel Lanzarote, das Bistum San Marcial del Rubicón, ohne dabei einen Bezug auf das untergegangene Bistum Telde herzustellen. Im Jahr 1483 wurde der Sitz des Bistums der Kanarische Inseln nach Las Palmas de Gran Canaria verlegt.
Im Jahr 1969 errichtete Papst Paul VI. es als Titularbistum Telde wieder.